# Spiridon Zambelios
Spiridon Zambelios (Leucade, 1815 – Zugo, 1881) è stato un letterato, filologo e storico greco.

## Biografia
Nacque in una famiglia benestante di origine italiana, figlio del commediografo Ioannis Zambelios. Studiò giurisprudenza, filologia e storia prima nella città natale, poi all'"Accademia ionica" di Corfù, nell'ambiente favorevole delle Isole ioniche, lontano dal clima anti-bizantino di Atene. Proseguì gli studi in Italia e in seguito in altri Paesi europei, dove ebbe l'opportunità di frequentare molte biblioteche per esaminare manoscritti e documenti glottologici. 
Pubblicò a Corfù la poesia L'ultima notte di un prigioniero condannato come autore anonimo, tanto da essere attribuita erroneamente al grande Dionysios Solomos. Per un breve periodo continuò l'attività di poeta in lingua greca moderna (dhimotikì), per poi dedicarsi alla storia e alla filologia, ovviamente in lingua katharevousa dato che la prosa in lingua moderna cominciò dopo la sua morte.
Nel 1852 pubblicò l'antologia Canzoni popolari della Grecia, preceduta da una poderosa introduzione, di ben 595 pagine, con cui tentò di tracciare l'origine e la tradizione della canzone popolare greca parallelamente alla storia della nazione. 
Pubblicò un importante saggio (Atene, 1859) intitolato Da dove è derivata la comune parola "cantare" in cui tentò di spiegare perché il verbo "cantare", derivato in greco dalla parola "tragedia", possa essere applicato ai lamenti della canzone popolare, e criticò l'edizione dell'opera completa di Solomos (1859) eseguita dallo studioso Iakovos Polylàs, sincero devoto di Solomos. Polylàs respinse questo saggio con un pamphlet dall'ironico titolo Da dove è derivata la paura del mistero del Sig. Zambelios. Alcune riflessioni (Corfù, 1860). 
In qualità di storico ebbe una considerevole importanza. La sua opera principale in questo campo fu Studi bizantini. Le fonti della moderna etnicità greca (Atene, 1857), in cui per primo enunciò la teoria di un ellenismo diviso in tre fasi (antica, medievale e moderna); e la concezione dell'Impero bizantino come uno Stato eretto sulle tre basi del sistema politico romano, del cristianesimo e della cultura greca. 
Nel 1879 pubblicò a Parigi un dizionario etimologico greco dal titolo Parlers grecs et romains, unico volume edito di un progetto più ampio. I contributi dell'autore vennero criticati da alcuni esperti di linguistica per il suo tentativo di relazionare parole celtiche e latine ad antiche radici greche.
Fu eletto deputato per il collegio di Leucade nel nono Parlamento ellenico. In seguito si ritirò nella sua residenza di Livorno dove trascorse gli ultimi dieci anni. Morì in Svizzera durante un viaggio.